# Di Renjia

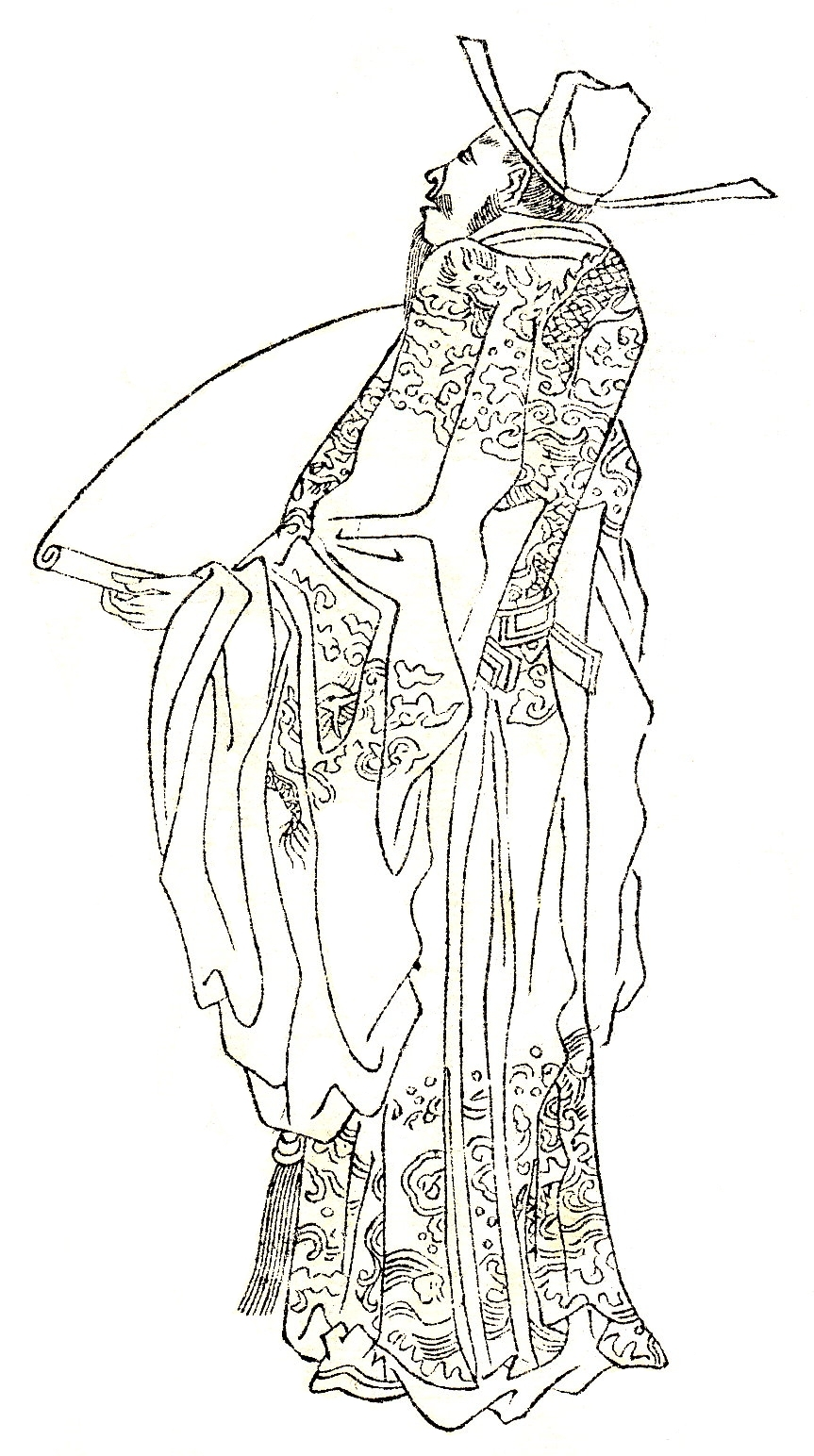
Ilustración de 1921.

Dí Rénjié (630-15 de agosto, 700, nombre de cortesía Huaiying (懷英), formalmente Duque Wenhui de Liang (梁文惠公), funcionario chino de la Dinastía Tang y de la dinastía Zhou durante el reinado de Wu Zetian, que llegó a ostentar en dos ocasiones durante el transcurso de este último el cargo de Canciller.  Fue uno de los funcionarios más célebres del reinado de Wu Zetian, y se le atribuye el mérito de transformarlo de un reino de terror en uno de los de mayor eficacia y honradez de la historia China.

## Inicios
Di Renjie nació en el 630, bajo el reinado del emperador Taizong. Su familia, oriunda de Taiyuan estaba tradicionalmente vinculada a la Administración Pública. Su abuelo, Di Xiaoxu (狄孝緒)ostentó el cargo de Shangshu Zuo Cheng (尚書左丞), un secretariado general del Consejo Ejecutivo de gobierno (尚書省, Shangshu Sheng), y su padre Di Zhixun (狄知遜)fue Prefecto de Kui (夔州). Di Renjie adquirió fama en su juventud de estudiante aplicado y, tras superar los exámenes imperiales, fue designado secretario del gobierno de la Prefectura de Bian (汴州). Mientras ejercía dicho cargo, fue acusado falsamente por algunos de sus colegas de no haber gestionado correctamente sus asuntos, pero cuando al Ministro de Obras Públicas, Yan Liben, de visita por la zona, se le pidió que tomara cartas en el asunto, quedó muy impresionado por el talento de Di Renjie y lo recomendó para el puesto de alguacil en la Comandancia de la Prefectura de Bing (并州).
Durante su estancia en la Prefectura de Bing, Di Renjie se hizo famoso por su consideración hacia los demás. En cierta ocasión, su colega Zhang Chongzhi (鄭崇質)recibió la orden de viajar a un lugar lejano. Di, reparando en que la anciana madre de Zheng estaba enferma, pidió al Secretario General Lin Renji (藺仁基)que se le permitiera ir a él en su lugar. Se dice que Lin se conmovió tanto por este gesto de solidaridad entre colegas que él, a su vez, se decidió a hacer las paces con el consejero militar de la prefectura, Li Xiaolian (李孝廉), con el que había mantenido hasta entonces un largo enfrentamiento.
Hacia el 676, durante el reinado de Gaozong, hijo del emperador Taizon, Di ejerció el cargo de Secretario General del Tribunal Supremo (大理丞) con tal eficacia y ecuanimidad que de los 17.000 casos que enjuició en dicho año, nadie tuvo queja de los fallos que emitió. Se opuso a la voluntad del emperador Gaozong de ejecutar al general Quan Shancai (權善才) y al oficial del ejército Fan Huaiyi (范懷義)por una ofensa involuntaria a la memoria de su difunto padre, el emperador Taizong, que, de acuerdo con las leyes, se debía castigar meramente con la destitución. La actitud de Di, en un primer momento, ofendió al emperador, que lo despidió de su presencia. Pero Di insistió, consiguiendo que el emperador acabara conmutando la pena de muerte por el exilio y, años más tarde, acabó promocionando a Di al Censorado imperial.
Hacia el 679, Di formuló una acusación contra el ministro de Agricultura Wei Hongji (韋弘機), pidiendo su destitución, por inducir al emperador al derroche con la edificación de tres suntuosos palacios en torno a la capital oriental de Luoyang. Asimismo, acusó al funcionario Wang Benli de aprovecharse del favor imperial para intimidar a otros funcionarios y cometer diversos delitos. Aunque el emperador, en este último caso, se inclinaba al perdón, Di consiguió finalmente con su tenacidad que Wang fuera castigado.

## Primer reinado del emperador Ruizong
En 686, durante el reinado de Ruizong, hijo del emperador Gaozong, Di Renjie ejerció el cargo de Prefecto de Ning (寧州). En aquel entonces, el censor Guo Han (郭翰) recibió el encargo de visitar las prefecturas de esa zona, corrigiendo las medidas adoptadas por los distintos prefectos cuando las consideraba erradas, pero en Ning no le llegó queja alguna del pueblo, por lo que hizo objeto a Di de grandes alabanzas. Guo acabó recomendando a Di a la madre del emperador, Wu (más tarde conocida como Wu Zetian), a la sazón Regente y Emperatriz Viuda, por lo que fue llamado a Luoyang para ocupar el puesto de Viceministro de Obras Públicas (冬官侍郎, Dongguan Shilang).
En 688, durante su visita al Jiangnan (江南道) concluyó que había un número excesivo de templos dedicados a deidades menores y ordenó la demolición de unos 1700 de ellos.
Posteriormente, en ese mismo año, fue nombrado Prefecto de Yu (豫州) en sustitución del Príncipe de Yue, Li Zhen (hermano del emperador Gaozong), que se había sublevado contra la Emperatriz Viuda Wu. 
Desde su nuevo cargo, intercedió con éxito para que se conmutara la pena de reducción a servidumbre impuesta a una serie de familias (entre 600 y 700) acusadas de secundar dicha sublevación a cambio de la deportación a la Prefectura de Feng (豐州).
También hubo de vérselas con el Canciller Zhang Guangfu, que destacado en la Prefectura como general encargado de aplastar la sublevación, acusó a Di de mantener una actitud despectiva con sus continuos rechazos a las reiteradas exigencias de suministros que los funcionarios y soldados de este planteaban a la Prefectura. El Canciller acabó trasladando su acusación a la misma Emperatriz Viuda, que degradó a Di poniéndole al frente de una prefectura menos importante, la Prefectura de Fu (復州).

## Durante el reinado de Wu Zetian
En el 690, la Emperatriz Viuda Wu ascendió al trono, instaurando la Dinastía Zhou. Al año siguiente, Di, que hasta ese momento ejercía el cargo de Consejero Militar de la Prefectura de Luo (洛州), fue nombrado Viceministro de Finanzas (地官侍郎, Diguan Shilang) y recibió el título de Tong Fengge Luantai Pingzhangshi (同鳳閣鸞臺平章事), lo que le convirtió, de facto, en el Canciller del Imperio.
En 692, Lai Junchen, funcionario de la policía secreta de Wu Zetian, le acusó falsamente de traición. Para salvar la vida, Di se declaró culpable, pero se negó a implicar a terceras personas. Ante las crecientes sospechas de irregularidad de todo el procedimiento, la propia Emperatriz se puso al frente de la investigación, acabando por negar toda validez a la confesión de Di, y limitándose a deportarlo al condado de Pengze (彭澤), como magistrado.
En 696, en mitad del ataque del Kitán Khan Sun Wanrong a las prefecturas al norte del Río Amarillo, Wu Zetian nombró a Di Prefecto de Wei (魏州)y tras la desaparición de la amenaza mongola, se le encomendó, junto con el canciller Lou Shide y el Príncipe de Henan, visitar las zonas afectadas y restablecer el orden.
Al año siguiente, Di ejercía el cargo de comandante de la Prefectura de You (幽州)cuando Wu Zetian, a propuesta de Lou Shide, le designó Luantai Shilang (鸞臺侍郎), vicepresidente del Consejo Evaluador del gobierno y le restituyó el título de Tong Fengge Luantai Pingzhangshi.
En 698, Ashina Mochuo dirigió una ataque contra las prefecturas septentrionales del imperio. Wu puso a Di al frente del ejército que habría de hacerle frente, aunque formalmente el mando recayera en Li Xian. Aunque no llegó a entablar batalla contra un enemigo que se replegó antes de su llegada, Di obtuvo fama al acometer, por orden de Wu Zetian, la pacificación y la reconstrucción de la zona afectada. Igualmente se esforzó en dar ejemplo de austeridad ante el temor de que otros funcionarios abusaran del pueblo en su beneficio.
En el 700, Wu Zetian se prodigó en honores a Di. Le nombró Neishi (內史), jefe del Consejo Legislativo, un cargo digno de un canciller. Y se dice que se refería a él respetuosamente como al "Anciano del Estado" (Guolao, 國老)y que se negó a aceptar las repetidas peticiones de Di de retirarse por razón de su edad, que lo eximió de la obligación de hacer turno de noche y de arrodillarse en su presencia. 
Di moriría en otoño de ese mismo año y se cuenta que Wu Zetian lloró amargamente, afirmando que "El Palacio Meridional (es decir, el Gobierno Imperial) ha quedado vacío".
Antes de su muerte, Di recomendó a un buen número de funcionarios competentes, incluidos Zhang Jianzhi, Yao Yuanchong, Huan Yanfan y Jing Hui. Dado que estos personajes fueron decisivos en la posterior remoción de Wu Zetian del trono en el 705 y en la re-entronización de Li Xian (como Emperador Zhongzong), muchos consideran a Di un restaurador indirecto de la Dinastía Tang.
La tumba de Di Renjie se encuentra en el extremo oriental del Templo del Caballo Blanco de Luoyang, cerca de la Pagoda Qiyun. La inscripción de su lápida reza: "Tumba del Señor Di Renjie, famoso canciller de la gran dinastía Tang".